# Хорезмская народная советская республика
Хоре́змская Наро́дная Сове́тская Респу́блика (узб. Хоразм Халқ Совет Республикаси / Xorazm Xalq Sovet Respublikasi, сокращенно Хорезмская НСР или ХНСР) — советская республика была создана как преемница Хорезма в феврале 1920 года, в результате Хивинской революции, когда хан Хорезма отрёкся от престола, и официально был объявлен Первый Хорезмский Курултай (Собрание, Съезд) 26 апреля 1920 года. Почётным председателем его был избран В. И. Ленин. Съезд провозгласил образование народной советской республики, которая стала называться Хорезмской, и принял первую конституцию. Отражая особенности ХНСР, она сохраняла частную собственность на землю, основные орудия и средства производства; предоставляла избирательные права части эксплуататорских классов и др.; избирательных прав лишались крупные феодалы. В республике признавалось равенство иомудов, киргизов, каракалпаков, узбеков и других народов. Крупнейшими городами помимо столицы являлись Ташауз, Ургенч, Куня-Ургенч и Ходжейли.

## Расположение и география
Хорезмская Народная Республика находилась на западе Средней Азии. С севера омывалась Аральским морем, с запада и с юга граничила с Закаспийской областью Туркестанской АССР, с востока — с Сырдарьинской областью Туркестанской АССР, с юго-востока — с Бухарской Народной Советской Республикой. Туркестанская АССР входила в состав РСФСР. ХНСР занимала ту же территорию, что и развалившееся Хивинское ханство — государство-предшественник ХНСР.
Основные населённые пункты находились на юге республики, на плодородном Хорезмском оазисе. На севере республики располагалось Аральское море — тогда четвёртое по площади озеро в мире. По республике протекала вторая по длине река Средней Азии — Амударья. Значительную часть республики занимали пустыни Устюрт (на западе), Кызылкум (на востоке) и Каракум (на юге). Также пейзаж республики включал многочисленные плато и степи.

## Население и язык

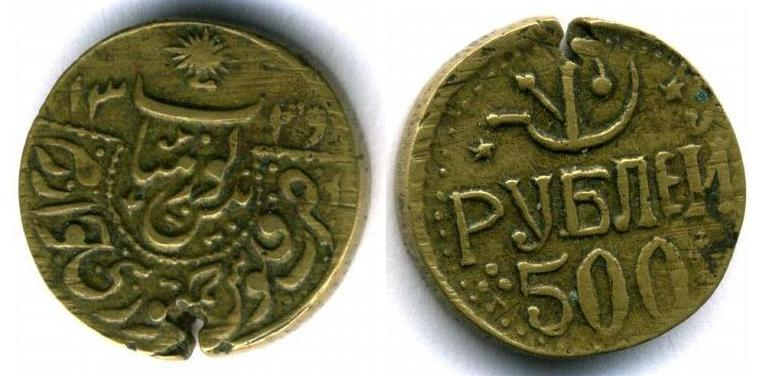
500 рублей (1920—1921 гг.)

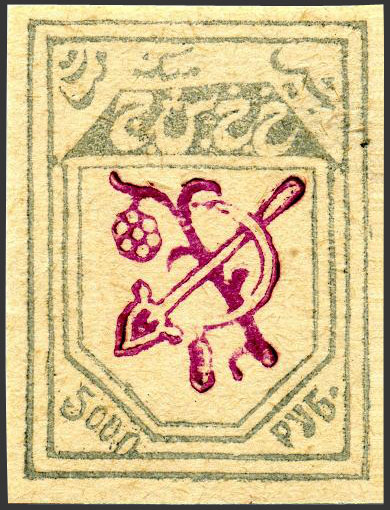
Почтовая марка республики, 1922 год.

Во времена существования ХНСР население республики составляло примерно 800 тысяч человек. 61,1 % жителей — узбеки, 28,8 % — туркмены, 5,4 % — каракалпаки, 3,5 % — казахи. Из национальных меньшинств были русские и иранцы.

Официальными языками республики являлись узбекский и русский, но признавалась роль и остальных языков, распространенных в республике. Это: туркменский, каракалпакский и казахский языки.

Хорезмская НСР на карте-схеме Советской Средней Азии в 1922 году.

## История
Хорезмская Республика была провозглашена под влиянием входа войск Красной армии в пределы Хорезма.
Если в Туркестане существовали хотя бы социал-демократические кружки, то в Бухаре и Хиве таковые вообще отсутствовали. Бухарская компартия была создана на съезде в Ташкенте 25 сентября 1918 года с целью создания повода для свержения режима эмира при помощи штыков Красной Армии. Аналогичную функцию выполняла Хорезмская коммунистическая партия, которая также создавалась вне пределов ханства. Обе партии были малочисленны. К концу 1919 года Бухарская компартия насчитывала около 900 коммунистов, а Хорезмская компартия к апрелю 1920 года набрала 600 человек.
13 сентября 1920 года был заключён военно-политический договор с РСФСР, по которому Россия признавала полную самостоятельность и независимость Хорезма. Договор подлежал ратификации, обмен ратификационными грамотами произошел в Москве 9 марта 1921 года.
Вначале сохранялись суды, основанные на своде мусульманского права — шариате, старо-методные школы, вакф, родовые старейшины (аксакалы) и др. Процесс укрепления Советской власти проходил в условиях ожесточённого сопротивления баев, мусульманского духовенства и правых младохивинцев, которые при участии иностранных агентов и русских белогвардейских организаций создавали басмаческие банды, активно действовавшие на территории ХНСР. Большое значение в укреплении внутреннего и международного положения ХНСР имели союзный договор и военно-политическое соглашение с РСФСР, заключённые в Москве 13 сентября 1920 и основанные на принципах пролетарского интернационализма и уважения государственного суверенитета. РСФСР оказала народам Хорезма экономическую, дипломатическую и военную помощь, содействовала укреплению его международного положения, развитию дипломатических отношений с другими государствами. Опираясь на помощь РСФСР, правительство ХНСР ликвидировало крупное землевладение, крепостничество, сословия; началось развитие промышленности, культурное строительство. Укрепление общественных организаций (комсомольских, профсоюзных, кооперации, союза Кошчи) сыграло важную роль в классовом сплочении трудящихся. 10—11 декабря 1921 в городе Хиве состоялся 1-й съезд Хорезмской коммунистической партии, принявший решения по экономическим и национальным вопросам. В начале 1922 Хорезмская коммунистическая партия была принята в состав РКП (б). Для ликвидации экономической разрухи, восстановления и развития народного хозяйства Туркестанской, Бухарской и Хорезмской республик в марте 1923 по решению 1-й экономической конференции Туркестана, Бухары и Хорезма произошло экономическое объединение трёх республик и образован единый экономический центр — Среднеазиатский экономический совет (САЭС). Уже в 1923 посевная площадь под хлопчатником достигла в ХНСР 32 776 га против 8740 в 1922; поднялась урожайность сельскохозяйственных культур; увеличилось поголовье скота; создавались кооперативные хозяйства. Некоторые успехи были достигнуты и в области промышленности. Наёмный труд был запрещён и установлены нормы землепользования в пределах личной обработки.К 1923 в ХНСР было открыто 29 школ, учительская семинария, народный университет и организована совпартшкола.
30 октября 1923 года на 4-м Всехорезмском съезде Советов была преобразована в Хорезмскую Социалистическую Советскую Республику, была принята конституция и в тот же день, было объявлено о вхождении Хорезмской ССР в состав СССР на правах союзной республики.  Осенью 1924 года в связи с национально-территориальным размежеванием в Средней Азии 5-й Всехорезмский съезд Советов (29 сентября — 2 октября 1924) объявил о самоликвидации ХССР, и 27 октября 1924 года её территория была разделена между Узбекской ССР, Туркменской ССР и Каракалпакской АО РСФСР.
3-й съезд Коммунистической партии Хорезма (июль 1923) наметил программу борьбы за социализм, 4-й Всехорезмский съезд Советов (17—20 октября 1923) провозгласил Хорезм Советской социалистической республикой (ХССР) и принял новую конституцию, которая законодательно закрепила завершение народно-демократического этапа и переход к этапу социалистической революции, 5-й Всехорезмский съезд Советов (29 сентября — 2 октября 1924), исходя из права наций на самоопределение и выражая волю народов Хорезма, принял решение предоставить им право войти в состав вновь образованных Узбекской ССР, Туркменской ССР и Каракалпакской АО. В процессе национально-государственного размежевания советских республик Средней Азии ХССР была ликвидирована.
22 ноября 1924 года состоялась последняя сессия ЦИК ХССР. Во исполнение постановления I курултая Советов о национально-государственном размежевании республики, несмотря на жаркие дискуссии, сессия заявила о передаче Ходжейлинской области (районы Кипчак и Ктай) в состав Каракалпакской области, Туркменской области (Дарган-Ата и Садывара) — Туркменской ССР, остальная территория Хорезма переходила в состав Узбекской ССР.

## Автономные области
- Каракалпакская автономная область
- Туркменская автономная область